# Begonia barkleyana
Espèce
Synonymes
- Begonia dusenii Brade[2]

Begonia barkleyana est une espèce de plantes de la famille des Begoniaceae.
L'espèce fait partie de la section Knesebeckia.
Elle a été décrite en 1973 par Lyman Bradford Smith (1904-1997).

## Répartition géographique
Cette espèce est originaire du pays suivant : Brésil.